# Michael Barrantes
Michael Barrantes Rojas, kostariški nogometaš, * 4. oktober 1983, Heredia, Kostarika.
Trenutno igra za Cartaginés, bil je član kostariške nogometne reprezentane, s katero je nastopil tudi na pokalu CONCACAF leta 2007.